# Perfect Entertainment
Perfect Entertainment était un studio britannique de développement de jeux vidéo apparu comme le résultat de la fusion entre les compagnies Teeny Weeny Games et Perfect 10 Productions.
La société est connue pour ses jeux d'aventure de type point'n click basés sur l'univers du Disque-Monde de Terry Pratchett. Perfect Entertainment a aussi porté un certain nombre de titres de la firme Psygnosis sur Saturn puisque Sony (qui venait d'acquérir Psygnosis à cette époque) refusait de réaliser des jeux pour la console concurrente.
Perfect Entertainment fit faillite en 1999 en partie à cause de disputes juridiques coûteuses avec Psygnosis. La compagnie tenta de se sauver malgré tout en vendant sous l'ancien nom Teeny Weeny Games, mais elle ferma définitivement ses portes en 2000.

## Jeux

### Teeny Weeny Games
- 1992 : Predator 2 (Mega Drive, Sega Master System, Game Gear)
- 1992 : The Incredible Crash Dummies (Game Gear)
- 1992 : Fire Fighter (Game Boy)
- 1992 : Xenon 2: Megablast (Game Boy)
- 1993 : WWF WrestleMania: Steel Cage Challenge (Game Gear)
- 1993 : Choplifter III (Game Gear)
- 1993 : The Simpsons: Bartman Meets Radioactive Man (Game Gear)
- 1994 : Wolverine: Adamantium Rage (Mega Drive)
- 1995 : Pocahontas (IBM PC)
- 1995 : Primal Rage (PC)
- 1995 : Discworld (DOS, Macintosh, PlayStation)
- 1996 : Discworld (Sega Saturn)
- 1996 : Screamball: The Ultimate Pinball Challenge (PC)
- Annulé : Fido Dido (Mega Drive)

### Perfect 10 Productions
- 1995 : Discworld (DOS, Macintosh, PlayStation)
- 1996 : Discworld (Sega Saturn)

### Perfect Entertainment
- 1996 : Discworld II : Mortellement vôtre ! (DOS, Windows)
- 1996 : 3D Lemmings (version Saturn)
- 1996 : Destruction Derby (version Saturn)
- 1996 : Wipeout (version Saturn)
- 1997 : Discworld II : Mortellement vôtre ! (PlayStation, Sega Saturn)
- 1997 : Adidas Power Soccer (version Saturn non publiée)
- 1997 : Assault Rigs (version Saturn)
- 1997 : Krazy Ivan (version Saturn)
- 1997 : WipEout 2097 (version Saturn)
- 1999 : Discworld Noir (Windows)

### Teeny Weeny Games (post-Perfect Entertainment)
- 2000 : Discworld Noir (PlayStation)
- 2001 : World's Scariest Police Chases (Dreamcast)